# Bamako-Übereinkommen

Dunkelgrün: ratifiziert
hellgrün: unterzeichnet

Das Bamako-Übereinkommen (engl. „Bamako Convention on the ban on the Import into Africa and the Control of Transboundary Movement and Management of Hazardous Wastes within Africa“, deutsch „Bamako-Übereinkommen über das Verbot der Einfuhr gefährlicher Abfälle nach Afrika und die Kontrolle ihrer grenzüberschreitenden Verbringung innerhalb Afrikas“) ist ein Vertrag der afrikanischen Staaten, der die Einfuhr von gefährlichen (einschließlich radioaktiven) Abfällen verbietet. Die Konvention wurde von zwölf Nationen der Organisation der afrikanischen Einheit in Bamako (Mali) im Januar 1991 ausgehandelt und trat 1998 in Kraft.
Impulse für die Bamako-Konvention entstanden aus dem Scheitern des Basler Übereinkommens, den Handel mit gefährlichen Abfällen in weniger entwickelten Ländern zu verbieten und aus der Erkenntnis, dass viele entwickelte Nationen toxische Abfälle nach Afrika exportierten. Dieser Eindruck wurde durch mehrere prominente Fälle gestärkt. Ein wichtiger Fall, der 1987 auftrat, betraf die Einfuhr von 18.000 Barrel (2900 m³) gefährlicher Abfälle aus den italienischen Firmen Ecomar und Jelly Wax in Nigeria, die sich darauf geeinigt hatten, einem Bauern 100 $ pro Monat für die Lagerung zu bezahlen. Die Fässer enthielten giftige Abfälle einschließlich PCB. Die geplante Rückführung nach Italien führte zu Protesten und die Schließung von drei italienischen Häfen.
Das Bamako-Übereinkommen verwendet ein Format und eine Sprache, die derjenigen des Basler Übereinkommens ähnlich ist, ist aber viel stärker in der Verhinderung aller Einfuhren gefährlicher Abfälle. Es dehnt den Begriff der gefährlichen Abfälle im Sinne des Basler Übereinkommens auf gefährliche Stoffe aus, die in den Produktionsländern verboten sind, so dass die Einfuhr solcher Stoffe verboten werden kann. Auf diese Weise knüpft es beim Rotterdamer Übereinkommen an.
35 Staaten haben das Übereinkommen unterzeichnet, 27 haben es ratifiziert. Die erste Vertragsstaatenkonferenz fand vom 24. bis 26. Juni 2013 in Bamako statt.